# Ганс Зайдель
Ганс Зайдель (нім. Hans Seidel; 15 травня 1918, Вайшліц — 17 липня 1944, Норвезьке море) — німецький офіцер-підводник, капітан-лейтенант крігсмаріне.

## Біографія
3 квітня 1937 року вступив на флот. З вересня 1939 року — офіцер роти 1-го дивізіону корабельного озброєння. З листопада 1939 року служив на навчальному кораблі «Сілезія», з серпня 1940 року — в службі ВМС в Булоні, з листопада 1940 року — в Остенде. З листопада 1940 по березень 1942 року пройшов курс підводника. В березні-вересні 1942 року — 1-й вахтовий офіцер на підводному човні U-203, 11-20 вересня виконував обов'язки командира човна. В жовтні-листопаді пройшов курс командира човна. З 18 грудня 1942 року — командир U-361, на якому здійснив 3 походи (разом 81 день в морі). 17 липня 1944 року U-361 був потоплений в Норвезькому морі західніше Нарвіка (68°35′ пн. ш. 06°00′ сх. д.) глибинними бомбами британського летючого човна «Каталіна» з 210-ї ескадрильї Королівських ВПС. Всі 52 члени екіпажу загинули.

## Звання
- Кандидат в офіцери (3 квітня 1937)
- Морський кадет (21 вересня 1937)
- Фенріх-цур-зее (1 травня 1938)
- Оберфенріх-цур-зее (1 липня 1939)
- Лейтенант-цур-зее (1 серпня 1939)
- Оберлейтенант-цур-зее (1 вересня 1941)
- Капітан-лейтенант (1 квітня 1944)